# USA:s representanthus
USA:s representanthus eller Förenta staternas representanthus (formellt på engelska: United States House of Representatives, men informellt ofta kallat för The House) är enligt USA:s konstitution den ena av två kamrar i USA:s kongress, som är landets lagstiftande församling: vilken är en av tre grenar av USA:s federala statsmakt. Den andra kammaren i kongressen är senaten och båda kamrar måste fatta identiska lagförslag innan de skickas till presidenten för promulgation. 
Samtliga mandat i representanthuset tillsätts samtidigt i allmänna val som hålls i november månad vartannat år. Mandaten fördelas mellan delstaterna i förhållande till folkmängd, men en delstat får aldrig mindre än ett mandat. Den tvååriga mandatperioden, som indelas i årsvisa sessioner, börjar den 3 januari året efter valåret. Kalifornien har den största delegationen, med 52 representanter (2020). Sex delstater har den minsta möjliga delegationen, en enda representant: Alaska, Delaware, North Dakota, South Dakota, Vermont och Wyoming.

## Historia
Under Konfederationsartiklarna bestod kongressen av en kammare där varje delstat hade en röst. På 1787 års konstitutionskonvent i Philadelphia förekom två huvudalternativ för utformningen av den lagstiftande församlingen: Å ena sidan Virginiaplanen som rekommenderade ett direktvalt underhus och ett överhus där delstaterna skulle representeras; enligt denna plan skulle överhuset väljas av underhuset vilket föredrogs av de större delstaterna med större befolkningar. Å andra sidan fanns New Jerseyplanen som rekommenderade att behålla den gamla kongressens utformning med en röst per delstat, något som skulle ha gynnat de mindre delstaterna. En kompromiss föreslogs av Connecticuts delegation där man stödde idén med två kammare men där alla delstater skulle representeras lika i överhuset oavsett befolkning. Denna kompromiss gick igenom och inkluderades i USA:s konstitution som i stort trädde i kraft och ersatte Konfederationsartiklarna 1789, samma år som det första valet till Representanthuset hölls.

## Sammansättning
Representanthuset har 435 ledamöter med rätt att delta i omröstningar och sex ledamöter, delegater, utan sådan rätt. Delegaterna representerar Columbiadistriktet och territorierna Amerikanska Samoa, Guam, Nordmarianerna, Amerikanska Jungfruöarna och Puerto Rico.

### Talmannen
Representanthusets talman (engelska: Speaker of the House of Representatives) väljs vid inledningen av en ny mandatperiod eller då en vakans uppstått. Talmannen är nummer två i successionsordningen för USA:s president efter vicepresidenten.
Mike Johnson är nuvarande talman. 

### Val
Varje delstat representeras av ett antal ledamöter som motsvarar delstatens folkmängd, dock minst en. Ledamöterna väljs i allmänna val med relativ majoritet i enmansvalkretsar på valdagen (första måndagen i november) varje jämnt år. Samtidigt som val sker till representanthuset sker val till en tredjedel av platserna i senaten. Vartannat val till kongressen genomförs samtidigt som presidentvalet. De val till kongressen som sker mellan presidentvalen kallas mellanårsval.
Efter att en folkräkning genomförts (under år som slutar med 0) är året med 2 som slutsiffra det första året då val till USA:s representanthus äger rum med valkretsindelning baserad på den folkräkningen (och den mandatperiod som baseras på den valkretsindelningen börjar den 3 januari året därpå).
Valbara till representanthuset är personer som fyllt 25 år och som varit amerikanska medborgare sedan minst sju år. År 2008 representerade varje ledamot i genomsnitt nästan 700 000 amerikanska medborgare.
I de flesta delstater nomineras de stora partiernas respektive kandidater valkretsvis genom partivisa primärval, som vanligtvis äger rum under vår och sommar. I vissa delstater väljs republikanernas och demokraternas kandidater på partistämmor under våren eller försommaren, oftast med acklamation för att återspegla förtroende för den sittande kongressledamoten eller resultatet av tidigare slutna förhandlingar.
Rättsfallet Wesberry vs Sanders var en av flera viktiga domar under Medborgarrättsrörelsen i USA 1955–1968, där högsta domstolen 1964 slog fast att delstaternas valkretsar måste utformas så att de har ungefär jämnstora folkmängder. Som en reaktion på detta infördes ny federal lagstiftning 1967, som innebar att representanthusets ledamöter måste väljas i enmansvalkretsar. Syftet var dels att undvika att domstolarna tvingade fram proportionella val, dels att förhindra Sydstaterna att urholka de svarta och färgades inflytande.
Louisiana har varit unikt såtillvida att en första valomgång äger rum på valdagen och en andra omgång med de två toppkandidaterna (oavsett parti) genomförs om ingen fått mer än hälften av rösterna i första omgången. Delstaterna Washington och Kalifornien har på senare tid också infört liknande system.
Platser som blir lediga under pågående mandatperiod tillsätts oftast genom fyllnadsval. En ledamot som valts i ett fyllnadsval tillträder dagen efter valet eller så snart valresultatet fastställts.

## Riksrätt
Representanthuset fungerar som åklagare i riksrättsåtal, i och med att det utarbetar anklagelseakt och framlägger denna för Senaten. Senaten fungerar som domstol och beslutar om formerna. Under de senaste ett hundra åren har riksrättsåtal väckts mot Bill Clinton och Donald Trump. Ingen av dessa har fällts. Den 13 januari 2021 beslöt representanthuset att väcka riksrättsåtal mot Donald Trump en andra gång.

## United States Code
Representanthusets Office of Law Revision Counsel sammanställer United States Code, USA:s kodifierade lagsamling.